# Concejo Regional Beer Tuvia
Beer Tuvia (en hebreo: מועצה אזורית באר טוביה) (transliterado: Moatzá Azorit Beer Tuvia) es un concejo regional del Distrito Meridional de Israel, situado entre las poblaciones de Asdod y Kiryat Malají.

## Historia
En 1887 un grupo de inmigrantes de Besarabia (una región ubicada aproximadamente en la actual Moldavia) hicieron Aliyá y fundaron un moshav que denominaron Kastina, en honor a un poblado árabe vecino, gracias a la financiación del barón Don Edmundo Jaime de Rothschild. La colonia no prosperó, especialmente por la escasez de agua, los ataques de los habitantes árabes de los alrededores y por las diferencias de opinión con el patrocinador del asentamiento. En 1896 una asociación de Odesa (una ciudad actualmente situada en Ucrania) adquirió los terrenos y nuevos colonos llegaron y le cambiaron el nombre, rebautizándo el asentamiento como Beer Tuvia. El moshav fue arrasado otra vez durante el levantamiento árabe de 1929 y tuvo que ser abandonado. En 1930 volvieron nuevos habitantes. Después de encontrar agua, el moshav renació definitivamente hasta que hacia finales de los años cuarenta del siglo XX, Beer Tuvia era el centro de una área rural densamente poblada. 

## Economía
La economía local se basa en el cultivo, especialmente de los cítricos, y en la agricultura intensiva, en el término municipal hay un polígono industrial con varias empresas instaladas. El concejo dispone, además, de un importante laboratorio para las dolencias de las aves de corral, que ha llevado a cabo numerosos análisis e investigaciones relacionadas con casos de la enfermedad de Newcastle o la diarrea viral bovina. En Beer Tuvia también hay la facultad Achva College, un centro de educación superior adjunto a la Universidad Ben-Gurión del Néguev, especializado en magisterio y pedagogía.

## Entidades de población
El concejo sirve a 25 municipios urbanos:

### Asentamientos
| nombre | hebreo |
| ------ | ------ |
| Ezer   | עזר    |
| Kanot  | כנות   |

### Kibutz
| nombre        | hebreo     |
| ------------- | ---------- |
| Hatzor-Ashdod | חצור-אשדוד |

### Moshavim
| nombre        | hebreo     |
| ------------- | ---------- |
| Ahava         | אחווה      |
| Arugot        | ערוגות     |
| Aviguedor     | אביגדור    |
| Azrikam       | עזריקם     |
| Bat Hatzor    | בת חצור    |
| Beer Tuvia    | באר טוביה  |
| Beit Ezra     | בית עזרא   |
| Bitzarón      | ביצרון     |
| Emunim        | אמונים     |
| Guivati       | גבעתי      |
| Hatzav        | חצב        |
| Kfar Ajim     | כפר אחים   |
| Kfar Warburg  | כפר ורבורג |
| Mahané Miryam | מחנה מרים  |
| Neve Mibtach  | נווה מבטח  |
| Nir Banim     | ניר בנים   |
| Orot          | אורות      |
| Sde Uziyahu   | שדה עוזיהו |
| Shetulim      | שתולים     |
| Talmi Yehiló  | תלמי יחיאל |
| Timorim       | תימורים    |
| Yinón         | ינון       |